# Оттавио Кавриани
Граф Оттавио Карло Кавриани (итал. Ottavio Carlo Cavriani; 1655, Вена — 1726), барон цу Унтер-Вальтерсдорф — государственный деятель Испанской империи и Австрии.

## Биография
Сын графа Федерико Кавриани, барон цу Унтер-Вальтерсдорф, императорского посланника и тайного советника, и Элизабеты фон Меггау, внук графа Леонарда Хельфрида фон Меггау.
Синьор ди Саккетта, мантуанский патриций, рыцарь ордена Искупителя.
Камергер императора Леопольда I (2.10.1668).
В 1686 году был произведен Карлом II в кампмейстеры и назначен президентом провинции Абруцци.
Офицер в Миланском герцогстве, он 28 июня 1698 был пожалован королем в рыцари ордена Золотого руна. Орденскую цепь получил в Милане из рук губернатора принца де Водемона.
С началом войны за Испанское наследство принял сторону Карла III. После того, как в январе 1707 герцог Карл Фердинанд Гонзага сбежал из Мантуи, а затем в город прибыл императорский комиссар, чтобы организовать передачу этой крепости от французов австрийцам, Оттавио был послан мантуанскими гражданами в Милан к принцу Евгению на переговоры о судьбе маркизата. В том же году принц Гессен-Дармштадский сформировал правительственный совет, в состав которого вошли семь выдающихся граждан, в том числе Оттавио.

## Семья
1-я жена (после 29.11.1677): графиня Мария Элизабет Унгнад фон Вейсенвольф (17.04.1656—1689), дочь графа Хельмгарда Кристофа Унгнад фон Вейсенвольфа и графини Марии Сусанны фон Альтманн
Дети:
- Хельмгард Кристоф
- Франческо Джузеппе
- Массимилиано
- Оттавио Карло
- Массимилиано Эустакьо
- Джованни Луиджи Риккардо (ум. 1724). Жена (1706): графиня Мария Клаудия фон Альтанн (6.12.1674—27.09.1728), дочь графа Венцеслава Михеля фон Альтанна и графини Анны Марии Элизабеты фон Аспремон-Линден

2-я жена: графиня Мария Тереза Эрнестина фон Аспремон-Линден (ок. 1654—1721 или 1734), дочь графа Фердинанда фон Аспремон-Линден и Элизабеты цу Фюрстенберг, вдова графа Иоганна Георга Коллониц фон Коловрата, сестра фельдмаршала графа Фердинанда Гобера д’Аспремон-Линдена
Дети:
- Мария Анна Элизабета (ум. ребенком)
- Мария Розалия Йозефа (1718—6.05.1744). Муж (10.02.1743): граф Иоганн Альберт Антон фон Альтанн (1706—1761)